# Chlamydoselachus tobleri
†Chlamydoselachus tobleri es una especie extinta de la familia Chlamydoselachidae del género Chlamydoselachus y del orden Hexanchiformes que vivió en el Terciario.